# Arthrorhabdus somalus
Arthrorhabdus somalus är en mångfotingart som beskrevs av Manfredi 1933. Arthrorhabdus somalus ingår i släktet Arthrorhabdus och familjen Scolopendridae.
Artens utbredningsområde är Somalia. Inga underarter finns listade i Catalogue of Life.